# Errol Flynn
Errol Leslie Thomson Flynn (Hobart, 20 giugno 1909 – Vancouver, 14 ottobre 1959) è stato un attore statunitense di origine australiana.
Considerato il successore naturale di Douglas Fairbanks Sr., Errol Flynn ha raggiunto la fama mondiale durante l'età d’oro di Hollywood. 

## Biografia
Nacque primogenito di Theodore Thomson Flynn, professore di zoologia e biologia marina, e di Lily Mary Young. Aveva una sorella minore, Nora Rosemary Flynn (1919-1981).
Alto, agile, scattante, elegante nel portamento, fu un idolo delle platee per la sua aria spavalda, i suoi atteggiamenti di simpatico scapestrato e di allegro seduttore, per i suoi duelli spettacolari ed acrobatici, per i suoi ruoli romantici da cappa e spada, le frequenti collaborazioni con Olivia de Havilland e per la sua vita personale, donnaiolo ed edonista. Prima di esordire nel cinema, studiò a Londra e a Parigi, poi esercitò i mestieri e le professioni più disparate: impiegato, cuoco di bordo, poliziotto, sorvegliante di una piantagione, contadino, manovale, giornalista, commerciante, pescatore di perle, cercatore d'oro, pugile, attore teatrale.
I suoi primi grandi successi furono Capitan Blood (1935) e La carica dei seicento (1936). Nella seconda metà degli anni trenta e negli anni quaranta fu uno dei divi più popolari dello schermo, apparendo in film quali La leggenda di Robin Hood (1938) di Michael Curtiz. Altri suoi film significativi furono Il principe e il povero (1937), Gli avventurieri (1939), La storia del generale Custer (1941), Il sentiero della gloria (1942), La bandiera sventola ancora (1943), La saga dei Forsyte (1949), Kim (1950), Il sole sorgerà ancora (1957) di Henry King, dal romanzo di Ernest Hemingway, una delle sue migliori interpretazioni.
Nel 1942 fu accusato da due minorenni, Peggy Satterlee e Betty Hansen, di violenza carnale, ma venne assolto dopo due processi ricchi di dettagli scabrosi e accanitamente seguiti dalla stampa scandalistica. Alcuni arrivarono a sospettare che le accuse fossero state montate ad arte per danneggiare il suo produttore Jack Warner, che avrebbe rifiutato di pagare un'adeguata tangente ai nuovi inquilini del municipio di Los Angeles. In Furia d'amare (1958) impersonò John Barrymore, attore del cinema muto al quale Flynn somigliò per la vita spericolata e per la fama di grande seduttore. 
Altro lato decisamente controverso della personalità di Flynn - e sul quale, specie dopo la biografia dedicatagli da Charles Higham, si è molto discusso - è relativo alle presunte simpatie naziste dell'attore (dovute soprattutto ad alcune sue particolari amicizie, tra cui un medico nazista, e a prese di posizione antisemitiche). La tesi - sotto forma di diceria - è comunque a lungo sopravvissuta negli ambienti di Hollywood ben oltre la sua morte, tanto che un film del 1991, Le avventure di Rocketeer, ambientato negli anni Trenta e Quaranta, vede Timothy Dalton, nel ruolo del villain, che caratterizza la propria interpretazione "facendo il verso" ad Errol Flynn (baffi compresi).
Errol Flynn morì nel 1959, a 50 anni, per un infarto. Da circa un decennio la sua vita era segnata dall'alcolismo. Volle essere sepolto con dodici bottiglie di whisky, desiderio che fu esaudito dal regista Raoul Walsh. Flynn, infatti, temeva che nell'aldilà non sarebbe riuscito a trovare alcolici e considerava insopportabile, per uno come lui, passare una vita eterna senza bere.

## Vita privata

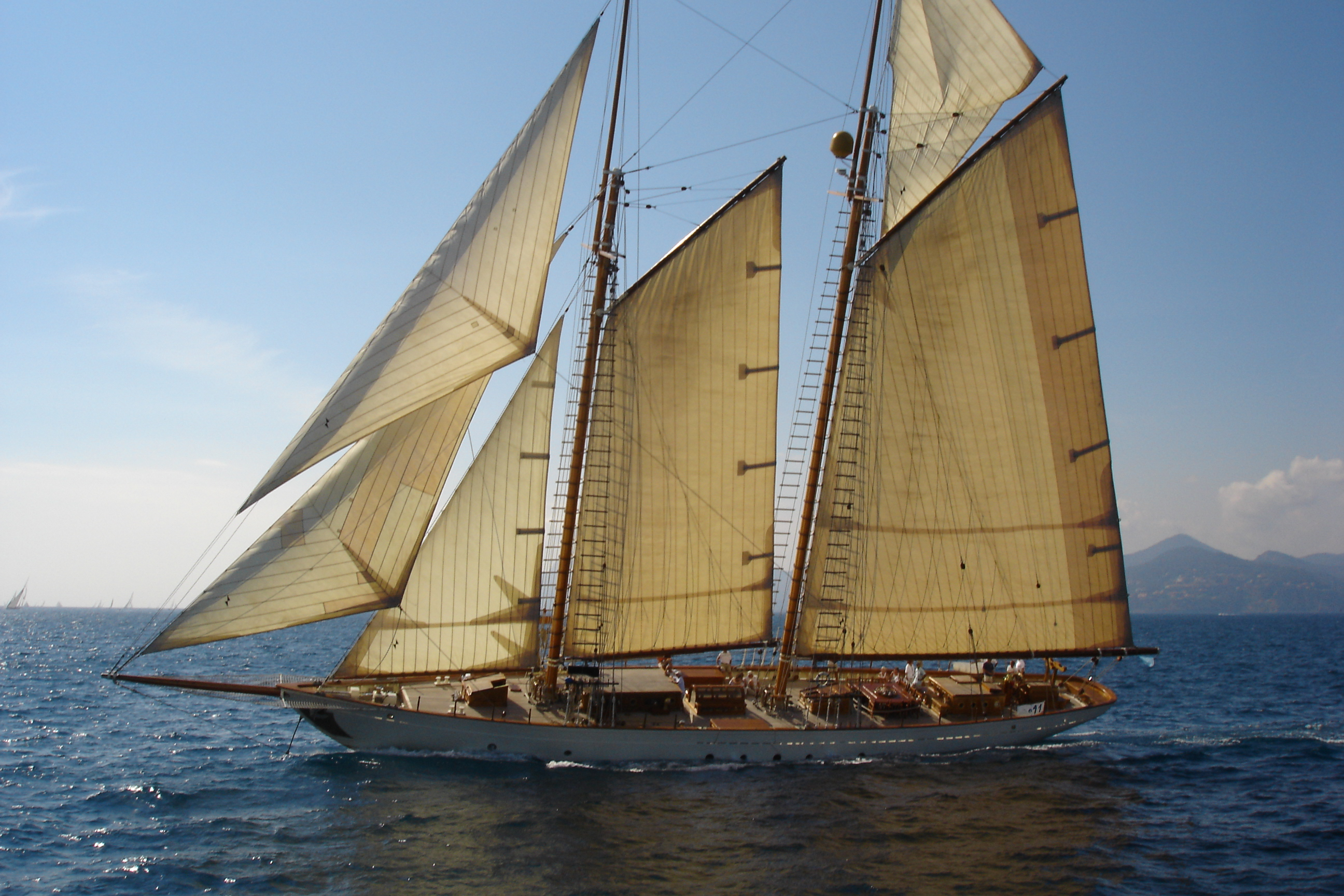
Lo Zaca nel 2006

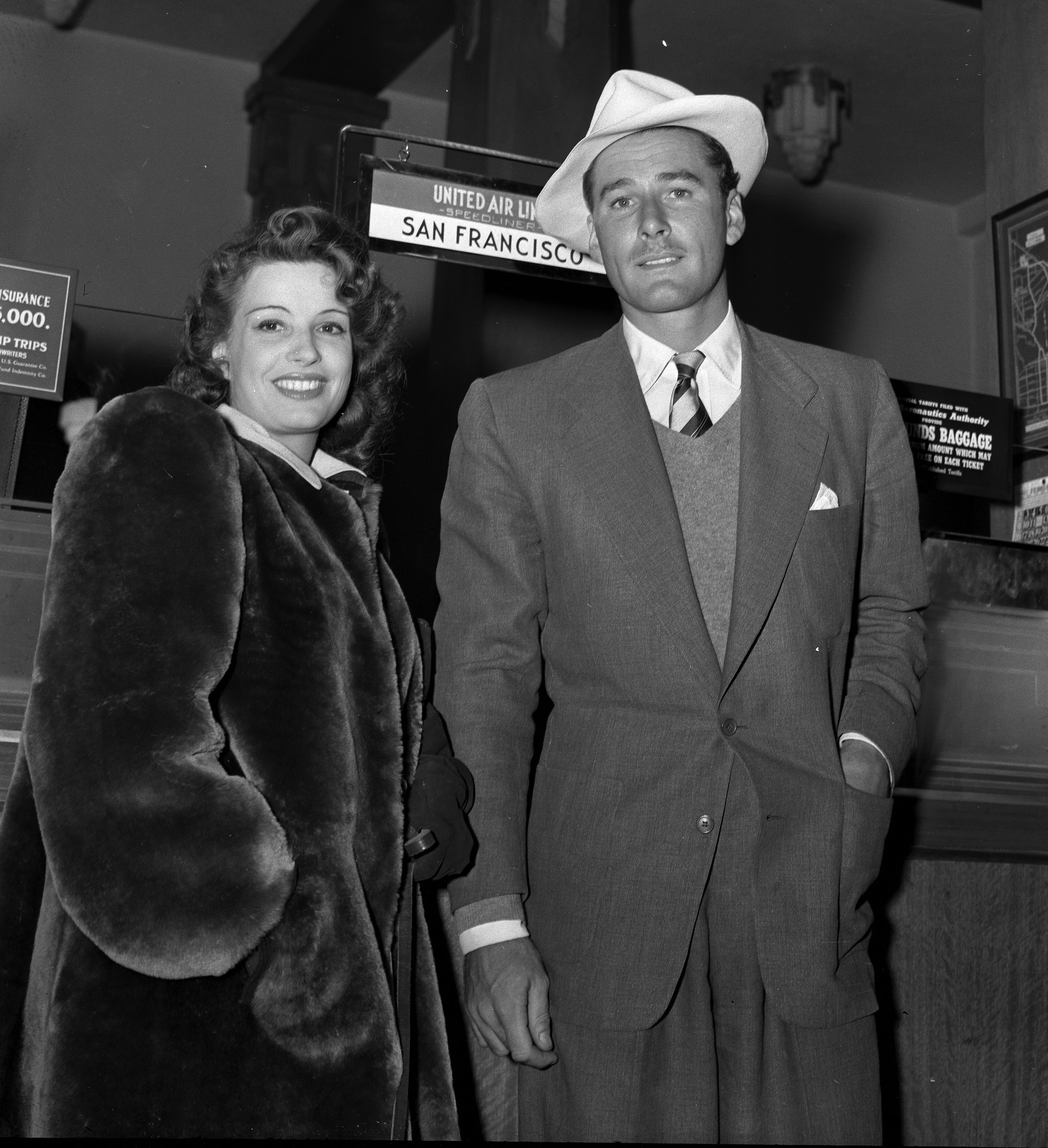
Flynn con la sua prima moglie Lili Damita all'aeroporto di Los Angeles nel 1941

Amante del mare e appassionato di navigazione, Flynn fu proprietario di uno yacht, lo Zaca, uno schooner di 118 piedi
 che fu impiegato anche dal cinema, come set del film La signora di Shanghai di Orson Welles. Flynn - skipper dell'imbarcazione - appare fugacemente anche in qualche fotogramma del film.

### Matrimoni
Errol Flynn si sposò tre volte. Il 29 giugno 1935 con l'attrice Lili Damita, dalla quale ebbe nel 1941 un figlio, Sean. La coppia divorziò l'8 aprile 1942. Il 12 agosto 1943 con Nora Eddington, dalla quale ebbe due figlie: Deirdre, nata il 10 gennaio 1945 e Rory, nata il 12 marzo 1947. La coppia divorziò l'8 luglio 1949. Il 23 ottobre 1950 con l'attrice Patrice Wymore, dalla quale ebbe una figlia, Arnella, nata il 25 dicembre 1953 e morta il 21 settembre 1998.
Il suo primo figlio, Sean, divenuto attore e poi corrispondente di guerra, scomparve nel 1970 in Cambogia mentre lavorava come fotoreporter freelance per la rivista Time. Probabilmente ucciso dai Khmer rossi, fu dichiarato ufficialmente morto nel 1984.
La figlia Rory ha avuto un figlio, Sean Rio Flynn, chiamato così in ricordo del nonno e dello zio. Anch'egli ha intrapreso la carriera di attore.

## Filmografia

### Cinema
- In the Wake of the Bounty, regia di Charles Chauvel (1933)
- I Adore You, regia di George King (1933) (non accreditato)
- Murder at Monte Carlo, regia di Ralph Ince (1935)
- The Case of the Curious Bride, regia di Michael Curtiz (1935)
- Don't Bet on Blondes, regia di Robert Florey (1935)
- Capitan Blood (Captain Blood), regia di Michael Curtiz (1935)
- La carica dei seicento (The Charge of the Light Brigade), regia di Michael Curtiz (1936)
- La luce verde (Green Light), regia di Frank Borzage (1937)
- Il principe e il povero (The Prince and the Pauper), regia di William Keighley (1937)
- Aurora sul deserto (Another Dawn), regia di William Dieterle (1937)
- Milionario su misura (The Perfect Specimen), regia di Michael Curtiz (1937)
- La leggenda di Robin Hood (The Adventures of Robin Hood), regia di Michael Curtiz e William Keighley (1938)
- La quadriglia dell'illusione (Four's a Crowd), regia di Michael Curtiz (1938)
- Io ti aspetterò (The Sisters), regia di Anatole Litvak (1938)
- Missione all'alba (The Dawn Patrol), regia di Edmund Goulding (1938)
- Gli avventurieri (Dodge City), regia di Michael Curtiz (1939)
- Il conte di Essex (The Private Lives of Elizabeth and Essex), regia di Michael Curtiz (1939)
- Carovana d'eroi (Virginia City), regia di Michael Curtiz (1940)
- Lo sparviero del mare (The Sea Hawk), regia di Michael Curtiz (1940)
- I pascoli dell'odio (Santa Fe Trail), regia di Michael Curtiz (1940)
- Passi nel buio (Footsteps in the Dark), regia di Lloyd Bacon (1941)
- Bombardieri in picchiata (Dive Bomber), regia di Michael Curtiz (1941)
- La storia del generale Custer (They Died with Their Boots On), regia di Raoul Walsh (1941)
- L'avventura impossibile (Desperate Journey), regia di Raoul Walsh (1942)
- Il sentiero della gloria (Gentleman Jim), regia di Raoul Walsh (1942)
- La bandiera sventola ancora (Edge of Darkness), regia di Lewis Milestone (1943)
- Thank Your Lucky Stars, regia di David Butler (1943)
- L'ostaggio (Northern Pursuit), regia di Raoul Walsh (1943)
- Tre giorni di gloria (Uncertain Glory), regia di Raoul Walsh (1944)
- Obiettivo Burma (Objective, Burma!), regia di Raoul Walsh (1945)
- Duello a S. Antonio (San Antonio), regia di David Butler e, non accreditati, Robert Florey e Raoul Walsh (1945)
- Preferisco mio marito (Never Say Goodbye), regia di James V. Kern (1946)
- Il grido del lupo (Cry Wolf), regia di Peter Godfrey (1947)
- Non mi sfuggirai (Escape Me Never), regia di Peter Godfrey (1947)
- Sul fiume d'argento (Silver River), regia di Raoul Walsh (1948)
- Le avventure di Don Giovanni (Adventures of Don Juan), regia di Vincent Sherman (1948)
- L'amore non può attendere (It's a Great Feeling), regia di David Butler (1949) (non accreditato)
- La saga dei Forsyte (That Forsyte Woman), regia di Compton Bennett (1949)
- Più forte dell'odio (Montana), regia di Ray Enright (1950)
- Il 7º Lancieri carica (Rocky Mountain), regia di William Keighley (1950)
- Kim, regia di Victor Saville (1950)
- Hello God, regia di William Marshall (1951)
- L'avventuriero di New Orleans (Adventures of Captain Fabian), regia di William Marshall (1951)
- La croce di diamanti (Mara Maru), regia di Gordon Douglas (1952)
- Contro tutte le bandiere (Against All Flags), regia di George Sherman (1952)
- William Tell, regia di Jack Cardiff - incompiuto (1953)
- Il principe di Scozia (The Master of Ballantrae), regia di William Keighley (1953)
- Il maestro di Don Giovanni (Crossed Swords), regia di Milton Krims (1954)
- Le armi del re (Lilacs in the Spring), regia di Herbert Wilcox (1955)
- L'amante del re (King's Rhapsody), regia di Herbert Wilcox (1955)
- Il vendicatore nero (The Dark Avenger), regia di Henry Levin (1955)
- Istanbul, regia di Joseph Pevney (1957)
- I falsari di Cuba (The Big Boodle), regia di Richard Wilson (1957)
- Il sole sorgerà ancora (The Sun Also Rises), regia di Henry King (1957)
- Le radici del cielo (The Roots of Heaven), regia di John Huston (1957)
- Furia d'amare (Too Much, Too Soon), regia di Art Napoleon (1958)
- Cuban Rebel Girls, regia di Barry Mahon (1959)

### Televisione
- Screen Directors Playhouse – serie TV, episodio 1x22 (1956)
- Goodyear Theatre – serie TV, episodio 3x05 (1959)

## Doppiatori italiani
- Gualtiero De Angelis in Capitan Blood, La carica dei seicento, Il principe e il povero, La leggenda di Robin Hood, Gli avventurieri, Il conte di Essex, I pascoli dell'odio, Passi nel buio, La storia del generale Custer, L'avventura impossibile, La bandiera sventola ancora, L'ostaggio, Tre giorni di gloria, Obiettivo Burma!, Duello a S. Antonio, Preferisco mio marito, Il grido del lupo, Sul fiume d'argento, Le avventure di Don Giovanni, L'amore non può attendere, Più forte dell'odio, Il 7° lancieri carica, L'avventuriero di New Orleans, La croce di diamanti, Contro tutte le bandiere, Il principe di Scozia, Il maestro di Don Giovanni, Il vendicatore nero, I falsari di Cuba, Il sole sorgerà ancora, Le radici del cielo, Furia d'amare
- Romano Malaspina in Missione all'alba (doppiaggio tardivo),[6] Il conte di Essex (ridoppiaggio), Passi nel buio (ridoppiaggio), Le avventure di Don Giovanni (ridoppiaggio)
- Sandro Ruffini in La saga dei Forsyte, Kim
- Natalino Libralesso in La leggenda di Robin Hood (ridoppiaggio), Io ti aspetterò (ridoppiaggio)[7]
- Giulio Panicali in Istanbul
- Elio Zamuto in L'avventuriero di New Orleans (ridoppiaggio)
- Luca Biagini in Gli avventurieri (ridoppiaggio)